# Дієго Бенальйо
Дієго Бенальйо (італ. Diego Benaglio) (нар. 8 вересня 1983; Цюрих, Швейцарія) — колишній швейцарський футболіст, воротар, виступав за збірну Швейцарії.

## Футбольна кар'єра
Воротар збірної Швейцарії з іспанським ім'ям і італійським корінням (він так і не опанував німецьку мову повною мірою) народився в Цюриху і, позаймавшись у дитинстві футболом у «Шпрайтенбасі» і «Бадені», в 16 років перейшов у «Грассхоппер» зі свого рідного міста. Протягом сезонів 1999—2002 років Бенальйо був резервним голкіпером багаторазового чемпіона Швейцарії, після чого голкіпера, що подає великі надії, перекупив «Штутгарт».
Не добившись в німецькому клубі особливих успіхів, Бенальйо переїхав на далекий португальський острів Мадейру, де став виступати за «Насіунал». 2006 року швейцарця про запас хотіла придбати «Севілья», що припускала відправити Дієго в оренду до «Реал Вальядоліда», проте він волів залишитися в Португалії — і не помилився. З відходом в «Челсі» воротаря фуншальскої команди Іларіу, Бенальйо став першим номером клубу.
У січні 2008 року Бенальйо перейшов в «Вольфсбург», де вмить завоював місце в складі і протягом сезону провів 17 матчів, заслуживши на особливу похвалу з боку Фелікса Магата, що порівняв швейцарця з Каном у тому ж віці — і не на користь німця.
У національну збірну Швейцарії Дієго Бенальйо (що має ще й італійський паспорт) уперше запрошений ще в 1999 році у віці 17 років (при тодішньому тренерові Жильбері Грессі), проте через молодість так і не вийшов на поле. Провівши довгий час в молодіжній команді, він привернув до себе увагу Кобі Куна. Дебют в дорослій команді відбувся в 2006 році, але спочатку Бенальйо вважався лише третім воротарем за спинами досвідченого Цубербюлера і Фабіо Колторті. Проте, на початок домашнього ЧЄ-2008 очевидний прогрес Дієго призвів до того, що Кобі Кун став розглядати Бенальйо як першого номера національної збірної.
На чемпіонаті світу 2010 року вже був безумовним основним голкіпером швейцарців. У рамках групового турніру мундіалю пропустив у трьох матчах лише один гол, що, втім, не допомогло його команді подолати групову стадію (посіла третє місце у групі). 
2014 року був включений до заявки збірної на тогорічний чемпіонат світу у Бразилії.
У липні 2017, після дев'яти років у складі «Вольфсбурга», перейшов до французького «Монако» як вільний агент. У монегаскському клубі виконував переважно функцію дублера Данієля Субашича, а після приходу Бенжамена Лекомта влітку 2019 став третім воротарем і зовсім перестав виходити на поле.
18 серпня 2020 оголосив про завершення кар'єри.

## Досягнення
- Чемпіон Німеччини (1):

«Вольфсбург»: 2008-09
- Володар Кубка Німеччини (1):

«Вольфсбург»: 2014-15
- Володар Суперкубка Німеччини (1):

«Вольфсбург»: 2015